# Boderitz (Langenleuba-Niederhain)
Boderitz ist ein Ortsteil von Langenleuba-Niederhain im Landkreis Altenburger Land in Thüringen.

## Lage
Boderitz liegt im Altenburger Land südlich des Leinawaldes. Anschließend beginnt ein Ackerbaugebiet.

## Geschichte
Am 27. Dezember 1274 wurde das Dorf erstmals urkundlich genannt.
Der Ort gehörte zum wettinischen Amt Altenburg, welches ab dem 16. Jahrhundert aufgrund mehrerer Teilungen im Lauf seines Bestehens unter der Hoheit folgender Ernestinischer Herzogtümer stand: Herzogtum Sachsen (1554 bis 1572), Herzogtum Sachsen-Weimar (1572 bis 1603), Herzogtum Sachsen-Altenburg (1603 bis 1672), Herzogtum Sachsen-Gotha-Altenburg (1672 bis 1826). Bei der Neuordnung der Ernestinischen Herzogtümer im Jahr 1826 kam der Ort wiederum zum Herzogtum Sachsen-Altenburg. Nach der Verwaltungsreform im Herzogtum gehörte er bezüglich der Verwaltung zum Ostkreis (bis 1900) bzw. zum Landratsamt Altenburg (ab 1900). Das Dorf gehörte ab 1918 zum Freistaat Sachsen-Altenburg, der 1920 im Land Thüringen aufging. 1922 kam es zum Landkreis Altenburg. Zum ewigen Gedenken an den Deutsch-Französischen Krieg wurde von Einwohnern die Friedenseiche gepflanzt.
Boderitz wurde am 1. Juli 1950 an die Gemeinde Lohma a. d. Leuna angeschlossen, diese wurde am 1. Januar 1973 in die Gemeinde Langenleuba-Niederhain eingemeindet. Bei der zweiten Kreisreform in der DDR wurden 1952 die bestehenden Länder aufgelöst und die Landkreise neu zugeschnitten. Somit kam der Ort mit dem Kreis Altenburg an den Bezirk Leipzig, der seit 1990 als Landkreis Altenburg zu Thüringen gehörte und 1994 im Landkreis Altenburger Land aufging. Im Jahr 2012 lebten 100 Einwohner im Ortsteil.

## Verkehr
Nördlich von Boderitz verläuft die Landesstraße 1357. Durch die Eröffnung der Bahnstrecke Altenburg–Langenleuba-Oberhain am 15. Juni 1901, die am Rande von Boderitz verläuft, wurde der Ort an das Schienennetz angeschlossen und erhielt einen Bahnhof südlich des Orts. 1995 wurden Bahnhof und Bahnstrecke stillgelegt.

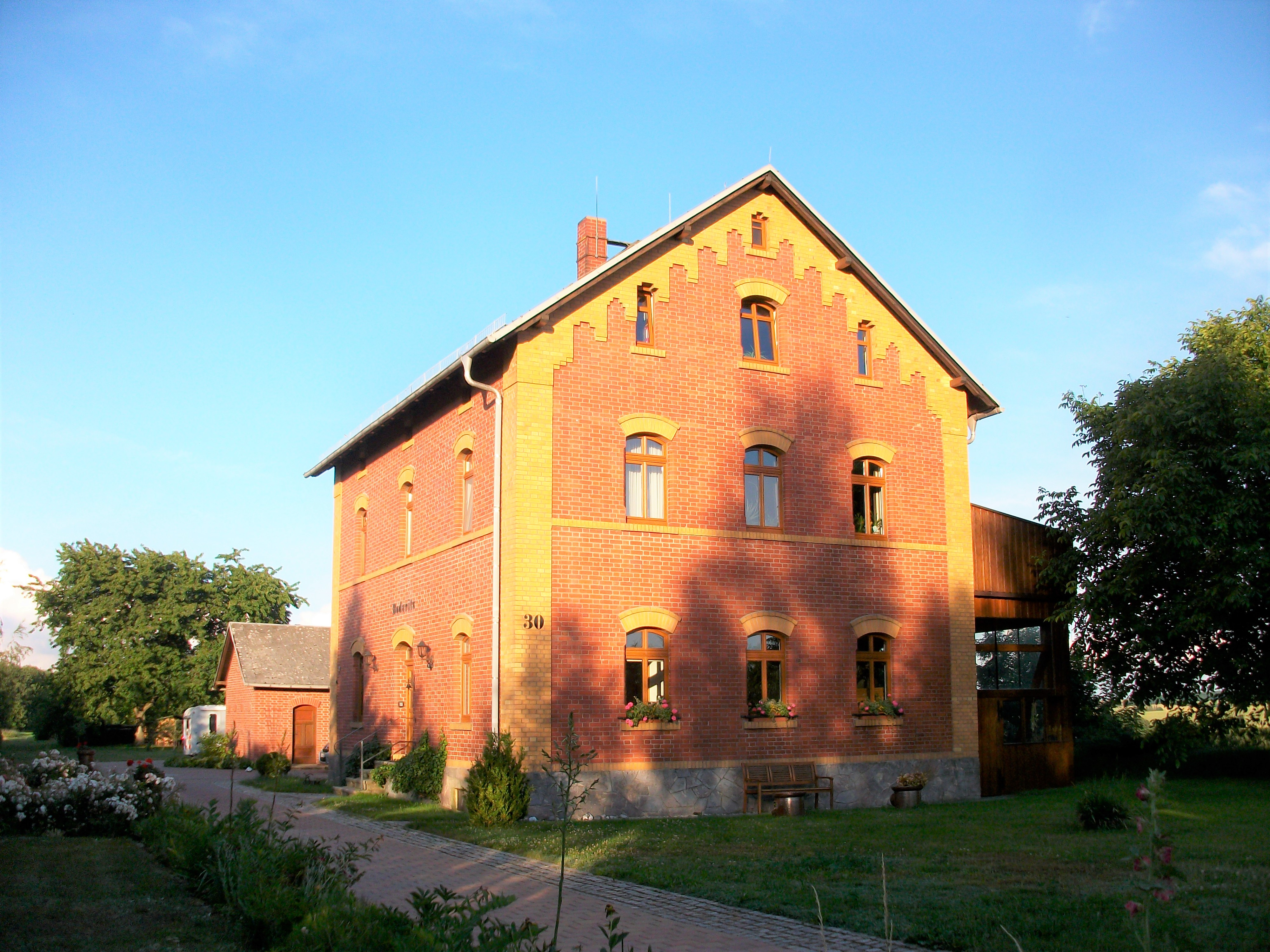
Haltepunkt Boderitz (Kr Altenburg), Empfangsgebäude (2017)
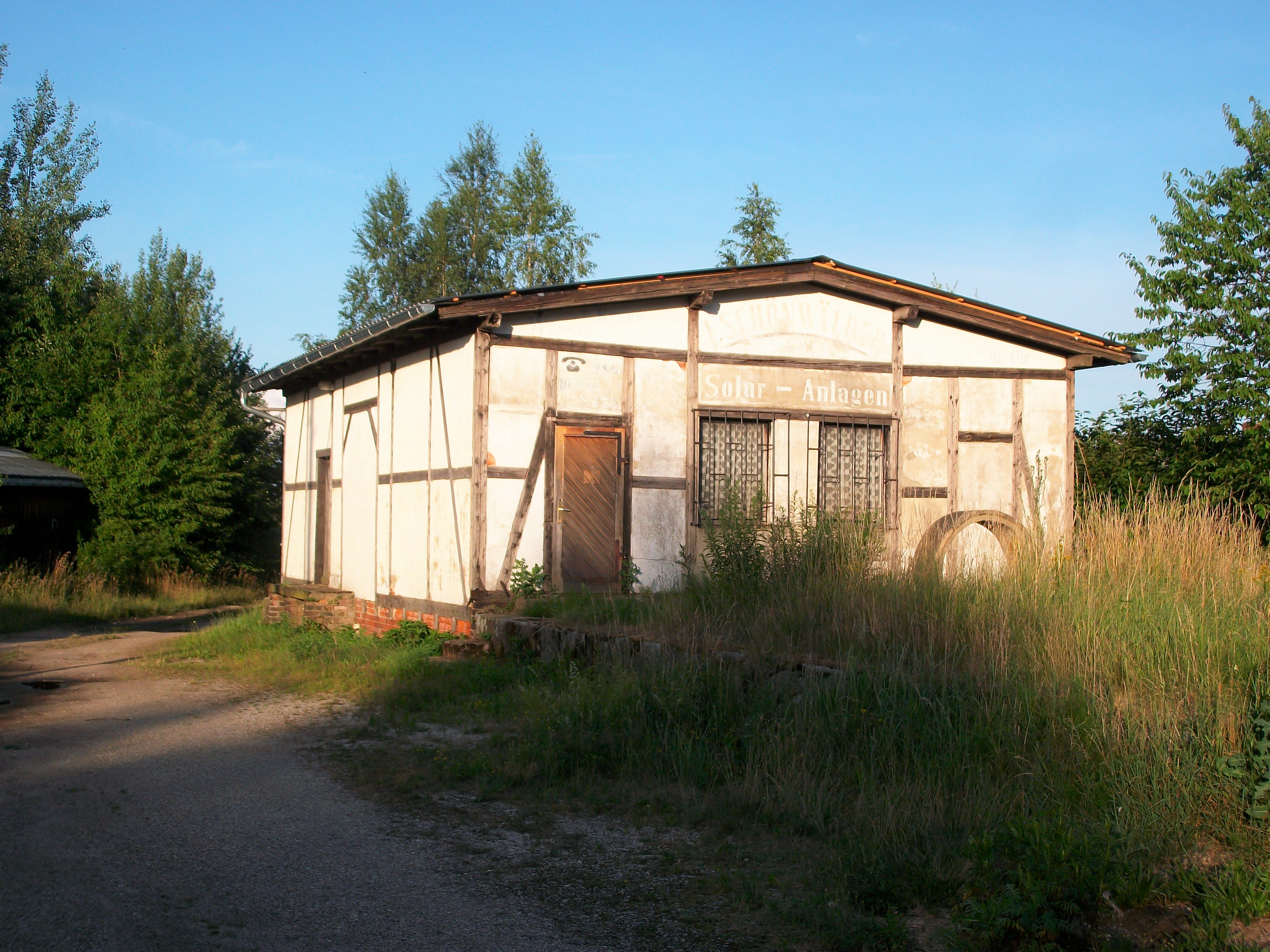
Haltepunkt Boderitz (Kr Altenburg), Güterschuppen (2017)
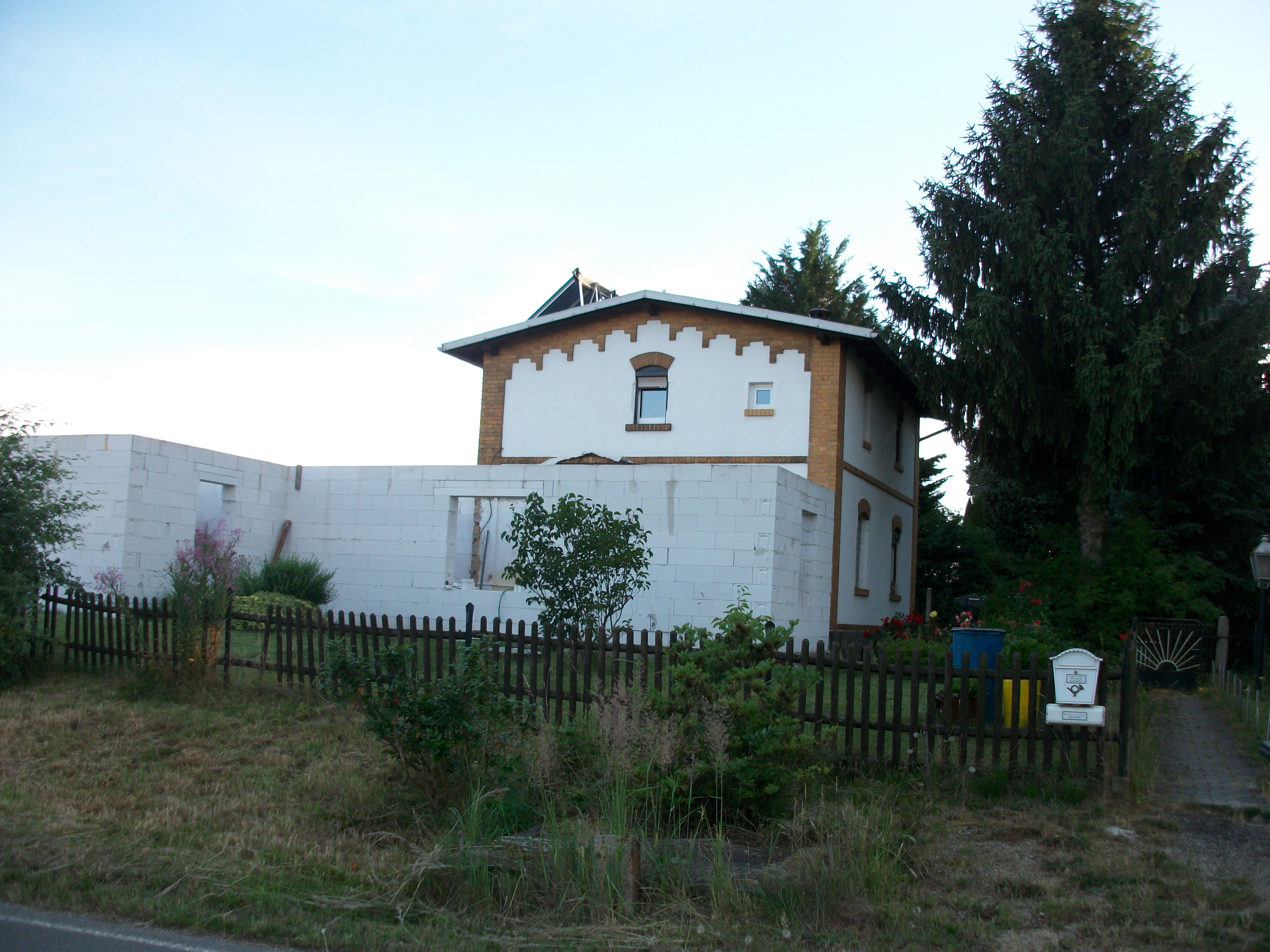
Haltepunkt Boderitz (Kr Altenburg), Wohnhaus (2017)